# Les Aventures de Télémaque

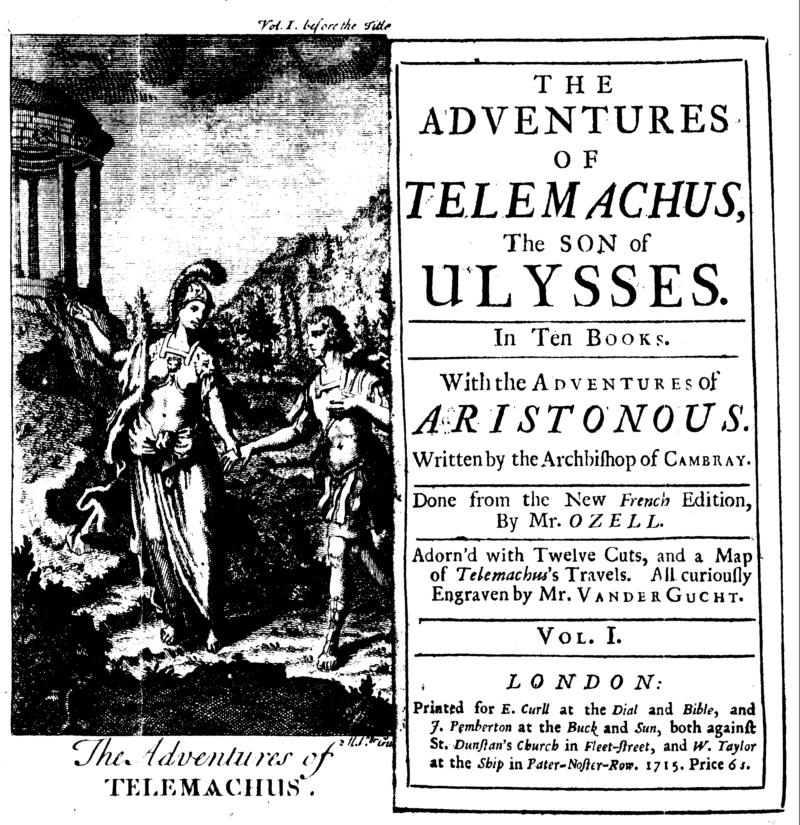
Capa e página de rosto de uma tradução inglesa de 1715.

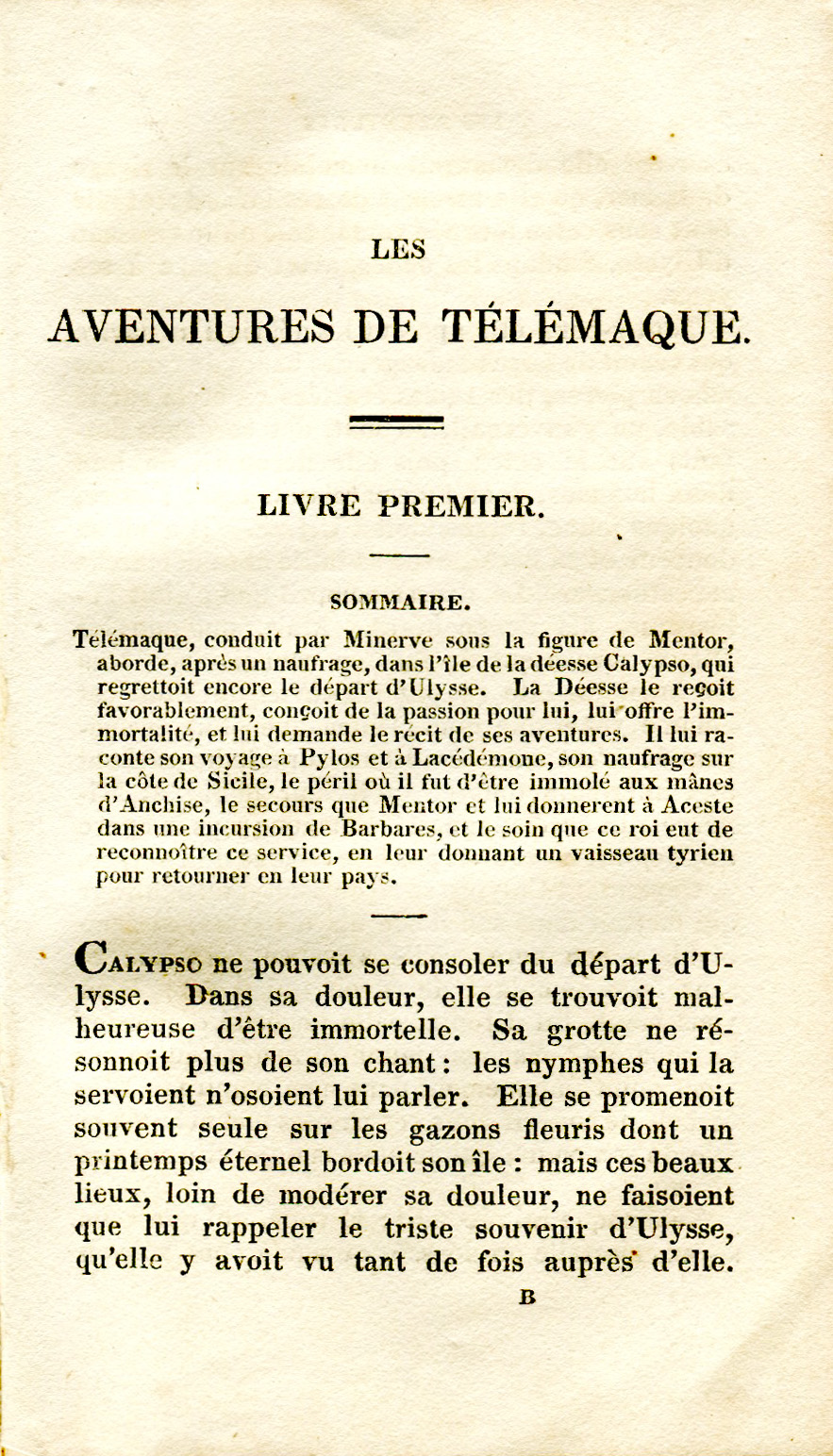
A primeira página do primeiro livro Les Aventures de Télémaque

Les aventures de Télémaque (As aventuras de Telémaco) é um romance didático francês de François Fénelon, arcebispo de Cambrai e tutor do Duque de Borgonha (neto de Luís XIV e segundo na linha de sucessão ao trono). O romance foi publicado anonimamente em 1699 e reeditado em 1717 pela família do autor. O enredo é uma continuação da Odisseia de Homero, descrevendo a educação e as viagens de Telémaco, filho de Ulisses, acompanhado por seu tutor, Mentor, que se descobre no final ser Minerva, a deusa da sabedoria, disfarçada.
A obra teve tradução para português em 1765 com o título Aventuras de Telémaco, Filho de Ulisses.